# Giovanni de Marignolli

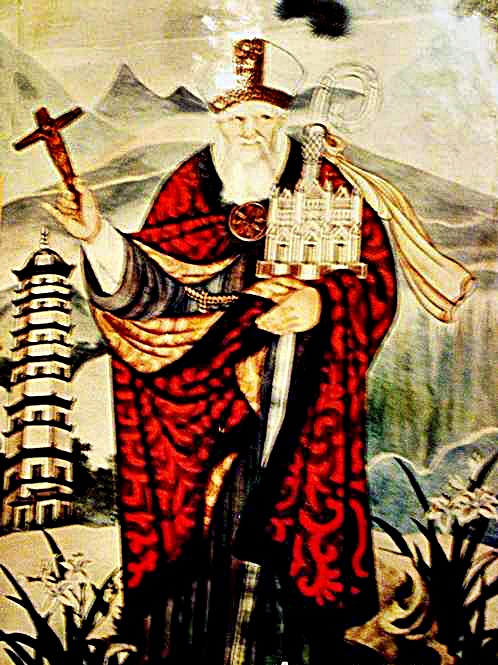
Bischof Giovanni de Marignolli, Päpstlicher Legat

Giovanni de Marignolli, auch Johannes von Marignola (* um 1290 in Florenz, Italien; † zwischen 1357 und März 1359 in Prag oder Bratislava), war ein italienischer Franziskaner, Asien-Missionar, Päpstlicher Legat und Bischof.

## Leben und Wirken
Über Marignollis frühes Leben ist nichts bekannt. Im Kloster Santa Croce zu Florenz empfing er den Habit der Franziskaner und wirkte später als Lektor für Theologie am Franziskanerstudium in Bologna.
Papst Benedikt XII. ernannte ihn zum Päpstlichen Legaten und sandte ihn 1338, nach Erscheinen einer chinesischen Delegation in Avignon, mit anderen Franziskanern an den Hof des Kaisers von China. Im Dezember 1338 verließ Giovanni de Marignolli Avignon und kam am 10. Februar 1339 in Neapel an. Von dort segelte er ostwärts und traf am 1. Mai am Hof des oströmischen Kaisers Andronikos III. ein. Hier verhandelte er in päpstlichem Auftrag über eine Kirchenunion mit dem Westen.
Dann reiste er über die Krim ins Land Usbek, wo er Usbek Khan († 1342) apostolische Sendschreiben Papst Benedikt XII. überbrachte. 1340 begab sich der Franziskaner, geleitet von einer Eskorte des Khans, nach Armalek in der afghanischen Provinz Herat, wo er im Winter des Jahres eintraf. Ende 1341 durchquerte er die Wüste Gobi und ging nach Peking, an den Kaiserhof; hier empfing Toghan Timur ihn mit großen Ehren.

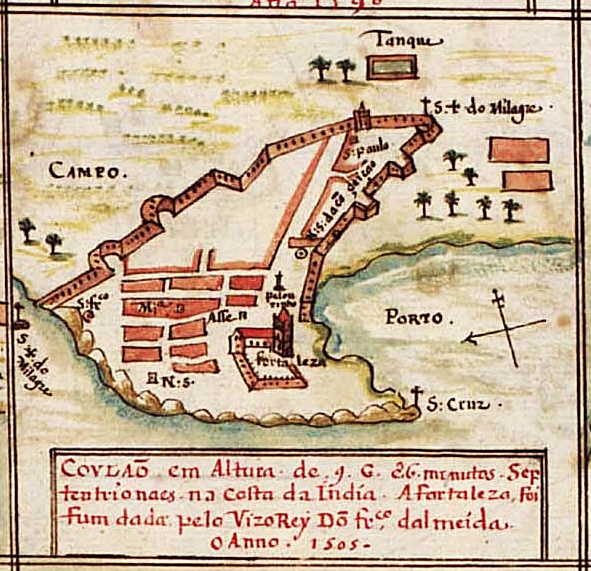
Ansicht von Kollam, 1505. Oberhalb des Forts ist die Säule Marignollis eingezeichnet mit der Anmerkung Pelon rondo

Nach 3 Jahren in Peking fuhr Marignolli teils über Land, teils zur See, nach Südindien an die Malabarküste, wo er am Palmsonntag 1348 in der Stadt Kollam (Quilon) ankam. Hier fand er eine lateinische Christengemeinde vor, die er ein Jahr und vier Monate betreute und deren Kirche er mit Malereien ausschmückte, bevor er weiterreiste. Außerdem errichtete er zum Gedenken an seinen Aufenthalt dort eine von einem Kreuz bekrönte Marmorsäule mit indischer und lateinischer Inschrift sowie dem päpstlichen und seinem eigenen Wappen, die noch 1662 von dem holländischen Geistlichen Philipp Baldaeus bezeugt wird, damals – über 200 Jahre nach ihrer Errichtung – aber von den einheimischen Gläubigen dem hl. Thomas zugeschrieben wurde.
Er reiste von Quilon aus nach Ceylon und scheint sogar in Java und Sumatra gewesen zu sein, bevor er sich wieder an die indische Koromandelküste begab, auf dem Seeweg zurück nach Quilon fuhr und sich nach Westen einschiffte. Über die Straße von Hormus und den Persischen Golf führte der Weg des Franziskaners zurück nach Syrien, Palästina und Ägypten, von wo aus er wieder Neapel ansteuerte und 1353 dort eintraf. Von da begab er sich in seine Heimatstadt Florenz und reiste schließlich an den päpstlichen Hof von Avignon, um Bericht zu erstatten und einen Brief Usbek Khans zu überreichen.
Im März 1354 ernannte Papst Innozenz VI. den Ordensmann zum Bischof von Bisignano in Kalabrien. Offenbar trat er dieses Amt aber nie an, sondern Kaiser Karl IV. erwählte ihn im gleichen Jahr, bei einem Italienaufenthalt, zu seinem Hofkaplan und nahm ihn mit sich nach Prag. 1357 wird Giovanni Marignolli als Hofkaplan und Geschichtsschreiber im Dienste des Herrschers genannt. Vor 1359 verfasste er in dessen Auftrag das Werk Chronicon Bohemorum (Geschichte Böhmens), das auch viele eingeflochtene Erinnerungen an seine Asienmission enthält und daher kultur- wie kirchengeschichtlich von großem Wert ist. Die Schrift Marignollis geriet in Vergessenheit, wurde erst im 18. Jahrhundert neu entdeckt und erstmals von Pater Gelasius Dobner in seinen Monumenta Bohemiae nusquam (1768) veröffentlicht.
Er starb zwischen 1357 und 1359, vermutlich in Prag oder in Bratislava. Die Nachricht von seinem Tod erreichte Innozenz VI. im März 1359, daraufhin ernannte der Papst einen Nachfolger für das Bistum Bisignano.